# Philosophisches Wörterbuch (Schmidt-Gessmann)
Das Philosophische Wörterbuch wurde von Heinrich Schmidt begründet. Das Lexikon erscheint im Alfred Kröner Verlag. Die erste Auflage wurde 1912 veröffentlicht (106 S.). Es wurde in der Zeit des Nationalsozialismus von Werner Schingnitz in der 10. Auflage 1943 völlig neu bearbeitet. 1948 wurde die 10. Auflage von Schingnitz in der Sowjetischen Besatzungszone auf die Liste der auszusondernden Literatur gesetzt.
Nach Gründung der Bundesrepublik in Westdeutschland erhielt es ab der 14. Auflage von 1957 eine erneute grundlegende Überarbeitung durch Georgi Schischkoff. Die aktuelle 23. Auflage von 2009 wurde als Neubearbeitung von Martin Gessmann herausgegeben.

## Ausgaben
- Philosophisches Wörterbuch. Begründet von Heinrich Schmidt. Neu bearbeitet von Martin Gessmann, 23., vollständig neu bearbeitete Auflage 2009, Kröner Verlag Stuttgart, 790 S., ISBN 978-3-520-01323-1 (Kröners Taschenausgabe 13).